# Giosuè (condottiero biblico)
Giosuè, figlio di Nun, fu un condottiero ebraico, la cui storia è narrata nella Bibbia a partire dal Libro dell'Esodo fino al Libro di Giosuè, che prende nome da lui.
È venerato come santo dalla Chiesa cattolica e da quella ortodossa; la Chiesa cattolica lo venera anche come patriarca. La memoria ricorre il 1º settembre di ogni anno.
Il nome Giosuè deriva dall'ebraico יְהוֹשֻׁעַ (Yehoshùaˁ), e significa "YHWH salva", di cui Ἰησοῦς (Iesoùs, Gesù) è la trascrizione in greco.
Giosuè, della tribù di Efraim, succedette a Mosè come capo degli Israeliti. Guidò le dodici tribù ebraiche nelle prime conquiste in terra di Israele, dopo l'esodo dall'Egitto.

## Racconto biblico

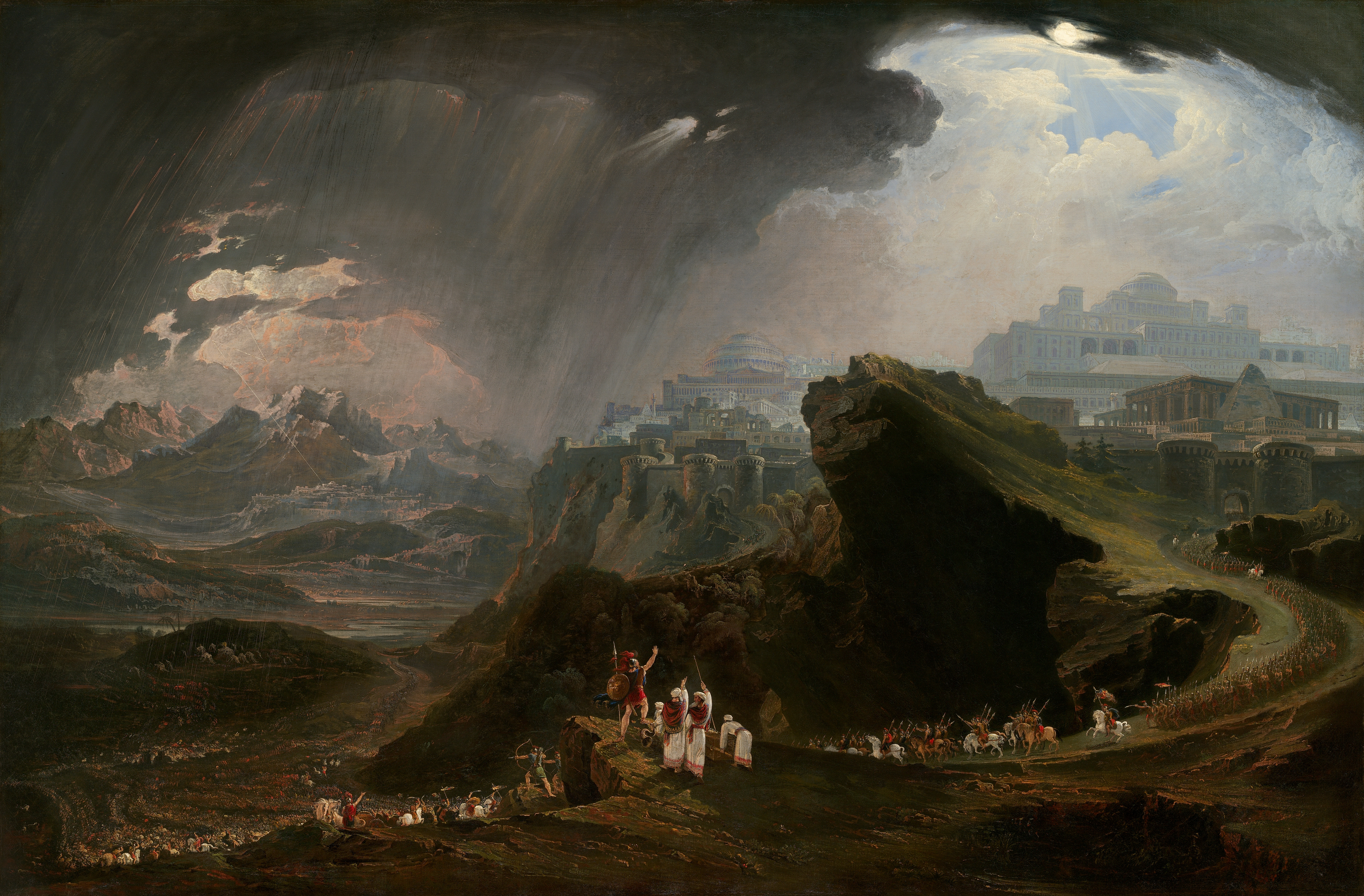
Giosuè ordina al sole di fermarsi sopra a Gabaon (John Martin)

### Successione di Mosè
Nasce in Egitto al tempo della schiavitù degli ebrei. Partecipa all'uscita dall'Egitto degli ebrei sotto il comando di Mosè. Si distingue come comandante militare quando le tribù ebraiche sono attaccate dagli Amaleciti a Refidim (cfr. Esodo 17,8-16).
Assiste Mosè e lo accompagna un tratto nella salita al Monte Sinai, dove Mosè riceve le tavole dei dieci comandamenti (cfr. Esodo 32,17). È uno dei dodici esploratori che Mosè manda a perlustrare il paese di Canaan. In questa occasione prende il nome di Giosuè, chiamandosi in precedenza Osea (cfr. Numeri 13,16-17). Solamente Caleb e Giosuè portano notizie incoraggianti riguardo alla loro perlustrazione. Essi saranno dunque i soli di quella generazione a entrare nella terra promessa dopo che il popolo ha errato per quarant'anni nel deserto.
Prima di morire sulla riva orientale del Giordano, Mosè designa Giosuè come suo successore e lo incarica di attraversare il fiume e di condurre il popolo alla conquista del paese di Canaan.
La conquista del paese di Canaan è descritta nel libro di Giosuè. Secondo il testo, Dio incoraggia Giosuè ad essere forte e ad appoggiarsi sulle leggi della Torah per condurre il popolo.

### Attraversamento del Giordano
Giosuè ottiene l'appoggio delle due tribù e mezza (tribù di Ruben, tribù di Gad e la metà della tribù di Manasse), che si erano insediate all'est del Giordano, per aiutare le altre tribù a conquistare il paese.
Il primo ostacolo è il fiume Giordano. Giosuè fa avanzare l'Arca dell'Alleanza portata dai sacerdoti davanti al popolo. Il fiume arresta miracolosamente il suo scorrere e permette l'attraversamento dei conquistatori israeliti. Giosuè erige un monumento di dodici pietre sulla riva ovest a Galgala, che sarà il punto di partenza per tutte le conquiste successive.
Giosuè fa circoncidere tutti gli uomini ebrei nati nel deserto. Così può celebrare la Pasqua, commemorazione dell'uscita dall'Egitto.

### Conquiste di Giosuè

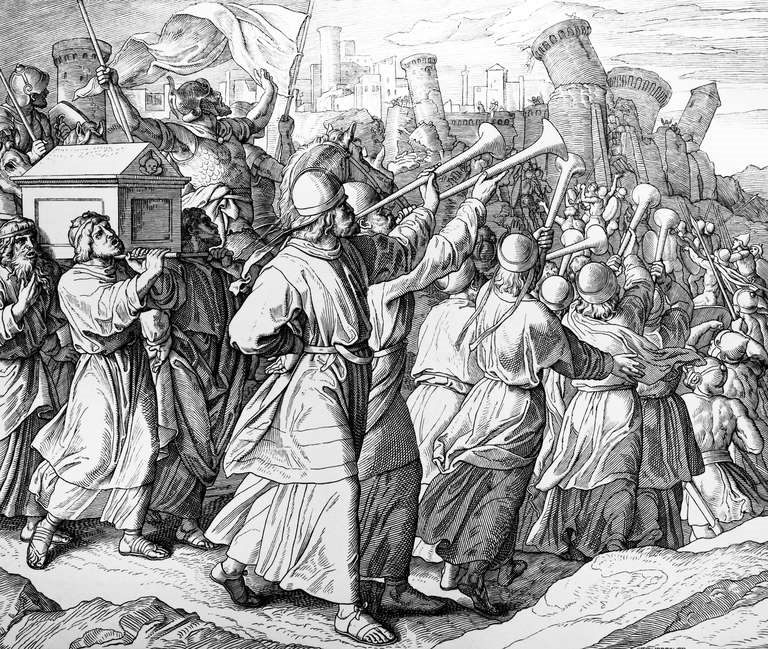
Giosuè davanti alle mura di Gerico

L'antica città di Gerico costituisce la prima conquista degli Israeliti sotto il comando di Giosuè. Il testo della Bibbia racconta che le mura della città caddero dopo che i sacerdoti avevano girato sette volte per sette giorni attorno alla città, suonando lo Shofar. La città viene rasa al suolo e una maledizione è pronunciata contro tutti gli abitanti di Gerico. Tutti gli abitanti sono uccisi, ad eccezione della famiglia di Rahab, una prostituta che aveva ospitato le spie ebraiche.
In seguito, Giosuè conquista Ai e Gabaon. Le conquiste continuano per molti anni sempre più ad ovest fino a Gaza e a nord fino alla costa fenicia.

### Insediamento delle Tribù

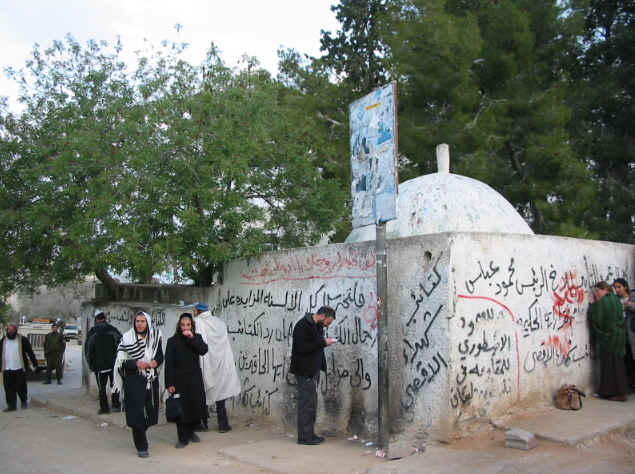
Tomba di Giosuè a Kifl Haris, Cisgiordania

Dopo la conquista della quasi totalità del paese di Canaan, Giosuè amministra l'insediamento delle tribù e la divisione del territorio. Inizia dalle tribù di Giuda, di Efraim e di Manasse. Caleb ottiene la città di Hebron. L'Arca dell'Alleanza è trasportata da Guilgal, dove si trovava dopo il passaggio del Giordano, a Silo: sarà spostata poi a Gerusalemme dal re Davide.
Giosuè crea le città-rifugio per i leviti. Ottiene per sé la città di Timnath-serah. Le due tribù e mezza ritornano alle loro terre all'est del Giordano.

### Ultimi discorsi di Giosuè
Giosuè convoca gli anziani, i capi, i giudici e scribi del popolo. Riassume la sua opera, e li esorta a non imparentarsi e fraternizzare con la popolazione locale (cap. 23, v. 12), e li ammonisce a non servire altri dei, per non perdere la vita e la terra loro date (v. 16).
Quindi raduna le tribù israelite in Sichem, convocando nuovamente i rappresentanti del popolo "davanti a Dio" (cap. 24, v. 1).
Giosuè esorta più volte il popolo a restare fedele a Dio, che numerose volte si era loro manifestato in battaglia contro i nemici, e nell'opera dei patriarchi (vv. 2-12). Li invita ad abbandonare gli dei adorati dai loro padri "oltre il fiume e in Egitto" e gli dei degli Amorrei, che abitavano in quella terra (vv. 14-15).
Esprime la propria scelta famigliare di fedeltà al Signore (v. 15).

Il popolo promette di servire soltanto Dio e di non essere fedele ad altri che a lui (vv. 16-18, 22, 24).

### Morte di Giosuè e di Eleazaro
La morte di Giosuè e Eleazaro, e la sepoltura dei resti di Giuseppe sono narrati al termine del libro, che così si conclude:

Le ossa di Giuseppe, che gli Israeliti avevano portate dall'Egitto, le seppellirono a Sichem, nella parte della montagna che Giacobbe aveva acquistata dai figli di Camor, padre di Sichem, per cento pezzi d'argento e che i figli di Giuseppe avevano ricevuta in eredità. Poi morì anche Eleazaro, figlio di Aronne, e lo seppellirono a Gàbaa di Pincas, che era stata data a suo figlio Pincas, sulle montagne di Efraim.»
(Libro di Giosuè, cap. 24, vv. 29-33)
Il luogo di sepoltura di Giosuè e Caleb è localizzato nella città araba di Kifl Haris, mentre la tomba di Giuseppe e quella di Eleazaro si trovano rispettivamente nelle vicinanze di Nablus (antica Sichem) e di Awarta, alcuni km a sud-est.
Dopo la morte di Giosuè, inizia per il popolo ebraico il periodo dei Giudici.

## Proposte di interpretazione storica
Il punto di vista accademico prevalente è che il Libro di Giosuè non sia un resoconto fattuale di eventi storici.
L'apparente ambientazione di Giosuè è il XIII secolo a.C., che fu effettivamente un periodo di distruzione di città su larga scala, ma con poche eccezioni (Hazor, Lachis) le città distrutte non sono quelle che la Bibbia associa a Giosuè, e quelle che essa associa a lui mostrano poco o nessun segno di essere occupate in quel periodo.
La biblista Carolyn Pressler, nel suo commento per il Westminster Bible Companion spiega che il Libro di Giosuè intende veicolare attraverso la narrazione storica un messaggio teologico e politico e che, sebbene la storia non sia irrilevante, la "verità" del testo biblico quindi non va ricercata nell'aderenza al fatto storico e alla sua precisa ricostruzione, quanto piuttosto nella lettura e nell'interpretazione del fatto storico, anche alla luce del messaggio che ne poteva scaturire per il pubblico nel VII e VI secolo a.C., cioè all'epoca di redazione del testo. Ad esempio commentando gli elenchi dei nemici del capitolo XI rileva che lo scopo del testo non sia di fornire nozioni di storia militare, ma di suscitare nel lettore una viva impressione per il numero stragrande di nemici che costituiva una difficoltà apparentemente insormontabile con i soli mezzi umani, ma non per Dio, a cui nulla è impossibile.
Il biblista Richard D. Nelson ha spiegato che i bisogni della monarchia centralizzata favorirono un'unica storia di origini, combinando antiche tradizioni di un esodo dall'Egitto, la credenza in un Dio nazionale come "guerriero divino", e spiegazioni per la grande presenza di città in rovina, stratificazione sociale di gruppi etnici e tribù contemporanee.
Negli anni trenta l'ebraista Martin Noth fece una critica radicale dell'utilità storica del Libro di Giosuè. Noth, studente di Albrecht Alt, sottolineò l'importanza della critica delle forme (a cui aveva dato il via nel secolo precedente il biblista tedesco Hermann Gunkel) e dell'eziologia. Alt e Noth ipotizzarono un movimento pacifico degli israeliti in varie zone di Canaan, contrariamente al racconto biblico.
L'archeologo William Foxwell Albright criticò tale opinione, ribadendo che il Libro di Giosuè andasse considerato un resoconto storico degli eventi. Tale teoria non resse però agli studi archeologici successivi: le prime prove archeologiche negli anni '30 mostrarono che la città di Ai, uno dei primi obiettivi di conquista nella presunta campagna militare di Giosuè, era effettivamente esistita ed era stata distrutta, ma nel XXII secolo a.C., epoca in cui gli Israeliti non esistevano neppure. Sono stati proposti alcuni siti alternativi per Ai (come Khirbet el-Maqatir) che risolverebbero parzialmente la discrepanza nelle date, ma questi siti non sono stati accettati dalla maggioranza degli archeologi.
Nel 1951 l'archeologa britannica Kathleen Kenyon dimostrò che la città di Gerico risaliva alla Media Età del Bronzo (2100–1550 a.C. circa) e non alla Tarda Età del Bronzo (1550-1200 a.C. circa), periodo durante il quale era già in rovina e disabitata. Kenyon sostenne che la prima campagna israelita non poteva essere storicamente confermata, ma andava piuttosto spiegata come un'eziologia del luogo e una rappresentazione dell'insediamento israelita.
Nel 1955, l'archeologo statunitense George Ernest Wright discusse la correlazione dei dati archeologici con le prime campagne israelite, che divise in tre fasi, secondo quanto scritto dal Libro di Giosuè. Indicò due serie di reperti archeologici che "sembrano suggerire che il racconto biblico è in generale corretto per quanto riguarda la natura della fine del XIII e del XII-XI secolo nel paese" (cioè, "un periodo di tremenda violenza"). Successivamente, però, gli scavi ad Hazor dell'archeologo israeliano Yigael Yadin dimostrarono che tale distruzione non era attribuibile agli Israeliti.
È ormai riconosciuto dalla maggioranza degli studiosi che il Libro di Giosuè abbia poco valore storico e che le vicende narrate risentano di fatti storici molto successivi. Le prove archeologiche mostrano chiaramente che Gerico e Ai non furono occupate nella Tarda Età del Bronzo. La storia della conquista rappresenta forse la propaganda nazionalista del Regno di Giuda dell'VIII secolo a.C. e le sue rivendicazioni sul territorio del Regno di Israele, oppure una leggenda nata tra gli Israeliti per spiegare il motivo della distruzione delle varie città cananee; il Libro fu redatto in una prima forma durante il regno di re Giosia (640-609 a.C.), per poi essere rivisto e completato dopo l'occupazione di Gerusalemme da parte dell'Impero Neo-Babilonese nel 586 a.C., raggiungendo infine la forma attuale al ritorno dall'Esilio babilonese.
La maggioranza degli studiosi attuali considera non storici molti degli eventi narrati nella Bibbia relativi a Giosuè e alla conquista israelita della terra di Canaan. Si ritiene, infatti, che l'occupazione di tali territori avvenne come graduale e pacifico inserimento, amalgamandosi con le popolazioni locali e molti popoli vinti dagli Ebrei, citati nella Bibbia, non sono esistiti o non erano stanziati in quelle zone, mentre alcune città conquistate erano già abbandonate da secoli; inoltre i territori di Canaan erano sotto controllo egiziano. Ad evidenziare tali osservazioni sono gli stessi archeologi israeliani, molto attivi nel campo della ricerca storico-biblica, come Israel Finkelstein e Ze'ev Herzog, il quale afferma che "questo è ciò che gli archeologi hanno scoperto dai loro scavi nella terra di Israele: gli Israeliti non sono mai stati in Egitto, non hanno vagato nel deserto, non hanno conquistato i territori in una campagna militare e non li hanno dati alle 12 tribù di Israele".
Anche la maggioranza degli studiosi cristiani si allinea ora a queste conclusioni e gli esegeti del Nuovo Grande Commentario Biblico precisano che "pochi, ammesso che ce ne siano, sono gli episodi importanti di Giosuè che possono essere considerati storici. Per esempio, né Gerico né Ai né Gabaon erano abitate nel periodo in cui la maggior parte degli studiosi colloca l'emergere di Israele in Canaan (ca. 1200 a.C.). [...] Per lo più, quindi, i reperti archeologici contraddicono la narrazione. Il che è vero anche a livello di piccoli dettagli: non ci sono usanze, elementi geopolitici o manufatti specifici menzionati in Giosuè che possono essere datati solo alla fine del secondo millennio, e molti di essi sono ancora presenti nel primo. D'altra parte, Giosuè riflette il tempo in cui fu composto. Così, la lista delle città levitiche del c. 21, non poté essere compilata prima del sec. VIII, perché è questo il periodo in cui la maggior parte di esse esisteva".
Gli studiosi della École biblique et archéologique française (i curatori della Bibbia di Gerusalemme) commentano come "il Libro di Giosuè ha riallacciato a Giosuè fatti ai quali egli era estraneo o che furono a lui posteriori, per dare un quadro d'insieme della conquista" e gli esegeti dell'interconfessionale Bibbia TOB concordano come "l'idea proposta in questo documento, che la conquista completa di Canaan sia stata opera della lega di tutte le tribù, non resiste di fronte alla critica storica".
Anche relativamente alla caduta di Gerico, tra gli episodi più noti del Libro di Giosuè, gli studiosi del Nuovo Grande Commentario Biblico precisano che "tutto questo è racconto, non storia, conclusione questa che trova un sostegno anche nei risultati degli scavi di Gerico  (Tell es-Sultàn, a circa 16 km dalla confluenza del Giordano e del Mar Morto). L'ultima occupazione del luogo durante il Tardo Bronzo è del XIV secolo e, da allora fino al secolo IX, non si verificarono ulteriori stanziamenti. Quindi, al tempo di Giosuè, nessuno viveva a Gerico".
In merito a tale episodio, la Bibbia Edizioni Paoline riporta inoltre come "grande imbarazzo crea il fatto che secondo gli scavi archeologici Gerico non esisteva come città nel sec. 13°", mentre la Bibbia TOB conclude come "nel caso di Gerico, i risultati archeologici si sono rivelati molto deludenti per questo periodo e il racconto Gs 6 si presenta piuttosto come una liturgia di guerra e non tanto come un rapporto circostanziato sulla presa della città. Bisogna pur ammettere che non sempre il testo biblico fornisce una risposta alle domande che gli poniamo".

## Esegesi ebraica
Dio fece che Mosè aggiungesse la lettera ebraica Jodh al suo nome. Yehoshuah, ovvero Giosuè, ebbe soltanto "figlie-femmine" (cfr Dodici tribù di Israele per le appartenenze etniche o tribali ebraiche): per esempio la profetessa Chuldah (cfr Zaddiq) ed il Profeta Geremia, dei Kohanim, vi discendono (Talmud, Meghillah).

## Nell'Islam
Giosuè (in arabo يُوشَعُ بْنُ نُونٍ‎?, Yūshaʿ b. Nūn) non è nominato esplicitamente nel Corano, ma esiste un chiaro riferimento storico a lui e Caleb nella narrazione della conquista di Canaan presente nella Sura V.
Il suo nome ricorre comunque nella letteratura dell'Islam, che lo considera uno dei messaggeri di Allah. Gli eventi narrati nella letteratura islamica comprendono l'attraversamento del fiume Giordano e la conquista di Bayt al-Maqdis.
Vari studiosi condividono la tesi secondo la quale Giosuè fu il successore di Mosè. Giosuè è menzionato quale profeta nelle Storie di Ibn Kathir. Il commento tradizionale al-Jalālayn afferma che "Aḥmad [b. Ḥanbal] inserì nel suo Musnad, il [seguente] ḥadīth: 'Il sole non fu mai fermato per nessun essere umano, ad eccezione di Giosuè nei giorni in cui avanzava in direzione della Santa Casa [di Gerusalemme]' ".
La letteratura islamica ha arricchito il racconto biblico di Giosuè, affermando che egli fu presente alle esequie funebri di Mosè e che indossò le sue vesti il giorno della ripartenza degli ebrei. Dal Saḥīḥ di Bukhari e dal Saḥīḥ di Muslim Giosuè è chiamato Yusha' bin Nun e assiste Mosè nell'incontro con il misterioso Khidr.. 

ʿAlī ibn Abī Ṭālib, cugino di Maometto, interrogato su quali fossero i profeti che avevano un nome particolare, rispose che Yusha' ibn Nun era noto come Dhu al-Kifl.
In merito al luogo di sepoltura di Giosuè, una parte dell'islam accredita in modo del tutto irrealistico la moschea edificata nel distretto di Beykoz, a Istanbul, mentre un'altra parte indica la cittadina di Al-Salt (il Mazar Hazrat Yusha’ bin Nun),) e in Iraq (l'edificio di culto di Nabi Yusha, a Baghdad).

## Ricorrenze
L'anniversario della morte di Giosuè è celebrato il giorno 26 del mese di Nisan, secondo il calendario ebraico. In tale occasione, migliaia di persone si recano in pellegrinaggio alla Tomba di Giosuè nella località palestinese di Kifl Haris, situata nella Cisgiordania settentrionale, a 18 km da Nablus e a nord-est dell'insediamento israeliano di Ariel.
La vita di Giosuè è inoltra ricordata in occasione dello Yom HaAliyah (lett. "Giorno della Aliyah"), festa nazionale che si celebra il decimo giorno del mese di Nisan, per ricordare gli eventi storici dei quali fu protagonista il Popolo eletto fino all'ingresso nella Terra Promessa, in conformità alla narrazione biblica. Fra questi eventi, viene commemorato l'attraversamento del fiume Giordano, con i sacerdoti che portavano l'Arca dell'Alleanza davanti al popolo, premessa dell'insediamento degli Israeliti nella Terra Promessa,.

Le scuole locali celebrano una seconda volta la ricorrenza, nel settimo giorno del mese di Cheshvan.

## Nell'arte e nella letteratura

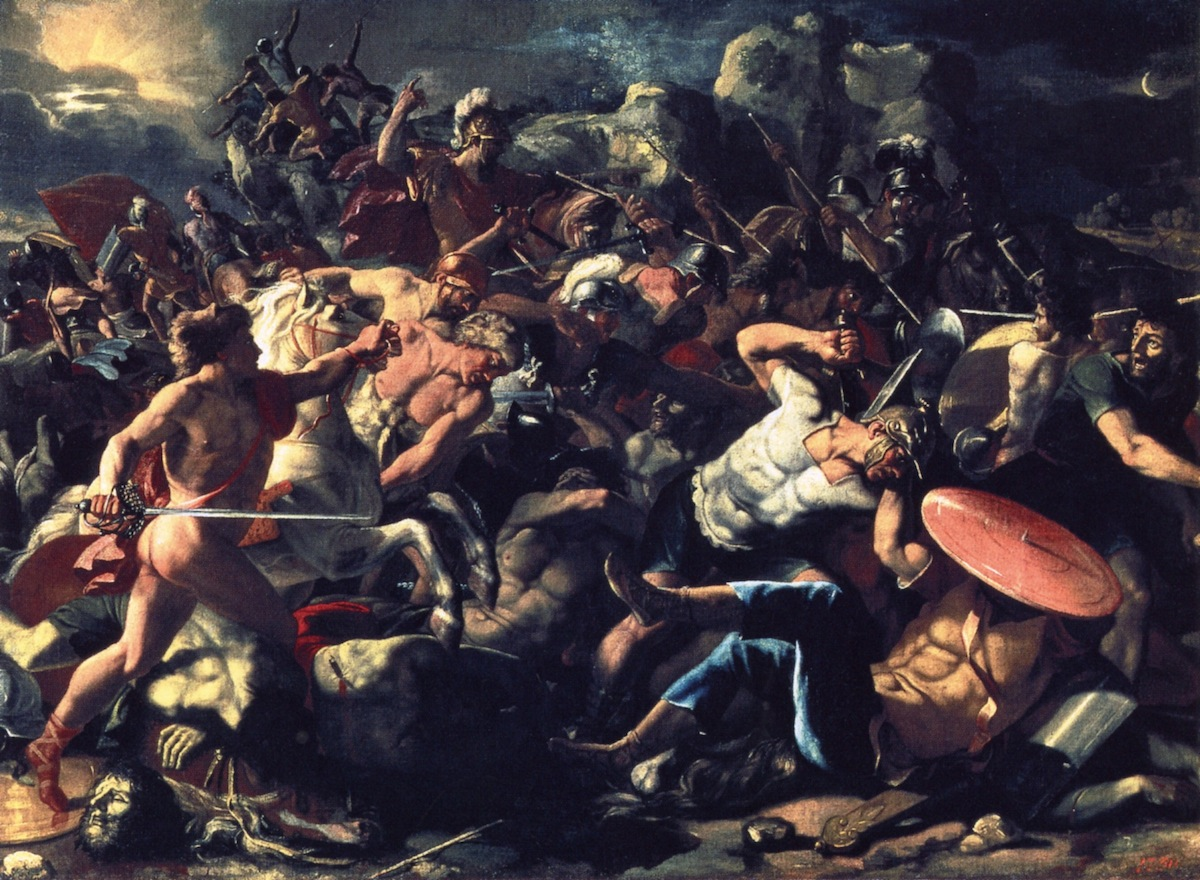
Nicolas Poussin, Battaglia di Giosuè contro gli Amorriti

- Nella tradizione letteraria dell'Europa medioevale, Giosuè è uno dei Nove Prodi, e come tale è raffigurato insieme agli altri in un celebre affresco del Castello della Manta.

- Nella Divina Commedia di Dante, l'anima di Giosuè appare al poeta nel quinto Cielo del Paradiso (Marte), nel quale dimorano i "militi della fede". Il Canto XVIII dice di lui:

(Divina Commedia, Canto XVIII del Paradiso)
- Il pittore francese Nicolas Poussin realizzò due dipinti riproducenti il valore militare del personaggio biblico: Battaglia di Giosuè contro gli Amorriti e Battaglia di Giosuè contro gli Amaleciti.

- Nel 1747, Georg Friedrich Händel compose Joshua, oratorio musicale in tre atti, il cui racconto segue gli Israeliti dal loro passaggio sul Giordano fino a Canaan, includendo la Battaglia di Gerico. Il lavoro comprende una storia di fantasia su un amore fra Achsah, figlia di Caleb, ed Othniel, un giovane soldato.

- Nel 1959, il compositore tedesco Franz Waxman fu l'autore di Joshua, oratorio drammatico per solisti, voce narrante, con la presenza di coro ed orchestra[49].

## Omaggi
- Una leggenda vuole che i primi pionieri di religione mormone emigrati negli Stati Uniti, diedero alla Yucca brevifolia il nome di "albero di Giosuè", poiché i rami di questa pianta asparagacea ricordavano loro Giosuè che distende le braccia al cielo in segno di preghiera, mentre guida il suo popolo a occidente[50].

- Giosuè ha ispirato il nome scientifico del Trilepida joshuai (detto anche il "serpente cieco di Giosuè"), una specie diffusa in Colombia, il cui olotipo è stato documentato a Jericó, nel Dipartimento di Antioquia[51].

### Riferimenti
1. ↑  (EN) Righteous Joshua the son of Nun (Navi), su Chiesa Ortodossa d'America. URL consultato il 12 novembre 2018.
2. ↑  (EN) Jesus (Joshua) of Navi, su Arcidiocesi greco-ortodossa d'America. URL consultato il 12 novembre 2018.
3. ↑   San Giosuè Patriarca, su santiebeati.it. URL consultato il 10 settembre 2020.
4. ↑   Es 17,8-16, su La Parola - La Sacra Bibbia in italiano in Internet.
5. ↑   Es 32,17, su La Parola - La Sacra Bibbia in italiano in Internet.
6. ↑   Nu 13,16-17, su La Parola - La Sacra Bibbia in italiano in Internet.
7. ↑   Libro di Giosuè, capitolo 24, versi da 29 a 33, su maranatha.it.
8. ↑  Conder and Kitchener, 1882, pp. 218 -
219
9. ↑  (EN) David Noel Freedman e Allen C. Myers, Eerdmans Dictionary of the Bible, Amsterdam University Press, 31 dicembre 2000, ISBN 978-90-5356-503-2. URL consultato il 28 aprile 2021.
10. ↑  (EN) J. Gordon McConville e Stephen Williams, Joshua, Wm. B. Eerdmans Publishing, 23 aprile 2010, ISBN 978-0-8028-2702-9. URL consultato il 28 aprile 2021.
11. ↑  (EN) James Maxwell Miller, A History of Ancient Israel and Judah, Westminster John Knox Press, 1º gennaio 1986, ISBN 978-0-664-21262-9. URL consultato il 28 aprile 2021.
12. ↑  (EN) Carolyn Pressler, Joshua, Judges, and Ruth, Westminster John Knox Press, 1º gennaio 2002,  pp. 5-6, 54-55, ISBN 978-0-664-25526-8. URL consultato il 16 settembre 2021.
13. ↑   Gs 11, su laparola.net.
14. ↑  Pressler, op. cit., p. 85
15. ↑  (EN) Richard Nelson, Joshua: A Commentary, Westminster John Knox Press, 15 aprile 1997, ISBN 978-0-664-22666-4. URL consultato il 28 aprile 2021.
16. ↑   W. F. Albright, The Israelite Conquest of Canaan in the Light of Archaeology, in Bulletin of the American Schools of Oriental Research, n. 74, 1939,  pp. 11-23, DOI:10.2307/3218878. URL consultato il 28 aprile 2021.
17. ↑   Gary A. Rendsburg, The Date of the Exodus and the Conquest/Settlement: The Case for the 1100S, in Vetus Testamentum, vol. 42, n. 4, 1992,  pp. 510-527, DOI:10.2307/1518961. URL consultato il 28 aprile 2021.
18. ↑  (EN) Ralph K. Hawkins, How Israel Became a People, Abingdon Press, 1º febbraio 2013, ISBN 978-1-4267-5543-9. URL consultato il 28 aprile 2021.
19. ↑   Kathleen M. Kenyon, Jericho, in Archaeology, vol. 20, n. 4, 1967,  pp. 268-275. URL consultato il 28 aprile 2021.
20. ↑   Kathleen M. Kenyon, Some Notes on the History of Jericho in the Second Millennium B.C., in Palestine Exploration Quarterly, vol. 83, n. 2, 1º ottobre 1951,  pp. 101-138, DOI:10.1179/peq.1951.83.2.101. URL consultato il 28 aprile 2021.
21. ↑   G. Ernest Wright, Archaeological News and Views: Hazor and the Conquest of Canaan, in The Biblical Archaeologist, vol. 18, n. 4, 1955,  pp. 106-108, DOI:10.2307/3209136. URL consultato il 28 aprile 2021.
22. ↑  (EN) Ann E. Killebrew, Biblical Peoples and Ethnicity: An Archaeological Study of Egyptians, Canaanite, Society of Biblical Lit, 2005-10, ISBN 978-1-58983-097-4. URL consultato il 28 aprile 2021.
23. ↑  Almost without exception, scholars agree that the account in Joshua holds little historical value vis-à-vis early Israel and most likely reflects much later historical times. Ann E. Killebrew, op. cit., p. 152.
24. ↑   J. W. (John William) Rogerson e Judith Lieu, The Oxford Handbook of Biblical Studies, Oxford ; New York : Oxford University Press, 2006, ISBN 978-0-19-925425-5. URL consultato il 28 aprile 2021.
25. ↑  (EN) Jerome F. D. Creach, Joshua, Westminster John Knox Press, ISBN 978-0-664-23738-7. URL consultato il 28 aprile 2021.
26. ↑  "Is The Bible a true story?" - Haaretz URL consultato il 25 settembre 2018; Archiviato il 24 ottobre 2017 .
27. ↑  Mario Liverani, Oltre la Bibbia. Storia antica di Israele, Laterza, 2007, pp. VII, 275-321, ISBN 978-88-420-7060-3.
28. ↑  "Deconstructing the walls of Jericho" - Ze'ev Herzog URL consultato il 25 settembre 2018; Archiviato il 22 settembre 2018 .
29. ↑  Ivana Zingariello e Giorgio Gabbi, La Bibbia è piena di bugie?, in Quark, n° 50, marzo 2005, pp. 79-87.
30. ↑  Israel Finkelstein e Neil Asher Silberman, Le tracce di Mosè. La Bibbia tra storia e mito, Carocci, 2002, pp. 71-136, ISBN 978-88-430-6011-5.
31. ↑  Raymond E. Brown, Joseph A. Fitzmyer, Roland E. Murphy, Nuovo Grande Commentario Biblico, Queriniana, 2002, p. 145, ISBN 88-399-0054-3.
32. ↑  Bibbia di Gerusalemme, EDB, 2011, pp. 446-447, ISBN 978-88-10-82031-5.
33. ↑  Bibbia TOB, Elle Di Ci Leumann, 1997, p. 397, ISBN 88-01-10612-2.
34. ↑  Raymond E. Brown, Joseph A. Fitzmyer, Roland E. Murphy, Nuovo Grande Commentario Biblico, Queriniana, 2002, p. 150, ISBN 88-399-0054-3.
35. ↑  La Bibbia, Edizioni Paoline, 1991, p. 273, ISBN 88-215-1068-9.
36. ↑  Bibbia TOB, Elle Di Ci Leumann, 1997, p. 399, ISBN 88-01-10612-2.
37. ↑  Abdullah Yusuf Ali, The Holy Qur'an: Text, Translation and Commentary, Nota n. 726 al verso 23
38. ↑   Ahmad Michelangelo Guida, I Fondamenti dell'Islam e La Fede Islamica, su huda.it. URL consultato il 12 novembre 2018 (archiviato dall'url originale il 16 aprile 2018).
39. ↑  M. A. S. Abdel Haleem (traduzione di), The Qur'an, Oxford University Press, 2005, p. 70.
40. ↑   QuranX.com The most complete Quran / Hadith / Tafsir collection available!, su quranx.com. URL consultato il 15 agosto 2018.
41. ↑  The Encyclopaedia of Islam, Vol. XI, p. 351, «Yashaʿ ibn Nun [Joshua, son of Nun]»
42. ↑  Bukhari, Book 6, Volume 60, Hadith 249, 250, 251: Prophetic Commentary on the Qur'an.
43. ↑  Bukhari, Book 1, Volume 3, Hadith 124: Knowledge
44. ↑  Muslim, Libro 30, Hadith 5864: The Book Pertaining to the Excellent Qualities of the Holy Prophet (may Peace be upon them) and His Companions (Kitāb al-Faḍāʾil)
45. ↑   Mahdi Muntazir Qa'im, Jesus Through the Qur’an and Shi’ite Narrations, bilingue, Queens, New York, Tahrike Tarsile Qur'an, 2007,  p. 26, ISBN 978-1879402140.
46. ↑   Istanbul, Extended On Two Continents, su culturecityistanbul.blogspot.com. URL consultato l'8 gennaio 2018.
47. ↑  secondo il sito web dell'Islamic Supreme Council canadese
48. ↑  Tomb of Prophet Yusha' (photo of the tomb; Islamic view on Prophet Yusha'/Joshua)
49. ↑  (EN) Joshua [music]. A dramatic oratorio: for soloists, narrator, mixed chorus and orchestra., su trove.nla.gov.au. URL consultato il 12 novembre 2018.
50. ↑  (EN) Joshua Trees, su National Park Service. URL consultato il 27 maggio 2013.
51. ↑  (EN) Beolens, Bo, Watkins, Michael e Grayson, Michael, The Eponym Dictionary of Reptiles, Baltimora, Johns Hopkins University Press, 2011,  p. 136, ISBN 978-1-4214-0135-5.